# Claudia Meyer
Pour les articles homonymes, voir Meyer.
Claudia Meyer, née à Casablanca, est une chanteuse française. 
Elle est notamment connue pour avoir prêté sa voix au personnage d'Esméralda dans la version française de la chanson-titre du Bossu de Notre-Dame des studios Disney,.

## Biographie
Claudia Meyer naît à Casablanca et grandit à Marseille, elle est la dernière de huit enfants,. Elle entre à 12 ans au conservatoire où elle apprend la guitare classique, avant de poursuivre ses études à la faculté de musicologie d’Aix-en-Provence. 
En 1980, elle forme un groupe de musique sud-américaine "Ayawaska" avec lequel elle enregistre son 1er album au Canada et tourne à l'international. En 1987, elle enregistre un single "Marco Polo" (BMG) en duo avec Marc Benabou Marquito, qui devient son binôme sur scène et le producteur de ses albums.   
Elle participe à l'émission Taratata avec Francis Lalanne où elle chante Mon amour si j'ai de la peine (1993), puis elle interprète Esmeralda dans le film de Walt Disney Le Bossu de Notre-Dame (1995).
Elle est invitée à l'Olympia par Maurane (2001)qui lui  propose de faire ses 1eres parties dans son spectacle La vie en rouge (en 2007).
Elle participe en 2002 avec Jean-Félix Lalanne pour l'édition d'Autour de la guitare aux côtés de Maxime Leforestier, Claude Nougaro, Francis Cabrel ; en 2004, elle se produit avec Lara Fabian au Stade de France,en 2017 elle enregistre son 4 eme album Ah!Les voyages...Un autre destin de Barbara, elle tourne avec ce spectacle et c'est un succès auprès du public et des médias . en 2019 elle enregistre son 5eme album "La Negra"et rend hommage à la voix qui l'a influencé pour les 10 ans de sa disparition à la maison de l'Amérique latine , 
En 2022/2023 Sortie de son nouvel album "La Negra"  ,tournée internationale avec  son nouveau spectacle 
La Negra  Tribute to  Mercedes Sosa,.

## Discographie
- 1980 : Ayawaska
- 1987 : Marco Polo
- 2006 : Azul
- 2010 : Fuego, dont Inch Allah, un duo avec Yves Jamait[1],[2]
- 2017 : Ah! Les voyages… Un autre destin de Barbara
- 2019 : La Negra.Tribute to  Mercedes Sosa dont un duo avec Maurane "Alfonsina y el mar "